# Verlag Ulrich Keicher
Der Verlag Ulrich Keicher ist ein unabhängiger Literaturverlag mit Sitz in Leonberg.

## Geschichte
Ulrich Keicher gründete 1973 zunächst ein Antiquariat in Leonberg. Der Verlag wurde dann 1983 in Scheer gegründet. 1985 zog er nach Leonberg-Warmbronn um. Zu den ersten Autoren gehörten u. a. Werner Dürrson, Hannelies Taschau, Herbert Heckmann und Johannes Poethen. 1999 wurde der Verlag Ulrich Keicher mit dem Landespreis für literarisch ambitionierte kleinere Verlage des Landes Baden-Württemberg ausgezeichnet. Viele Werke sind heute begehrt bei Sammlern. Verleger ist bis dato Ulrich Keicher. 2004 wurde er mit dem K.-H. Zillmer-Verlegerpreis ausgezeichnet und 2021 wurde ihm der Kurt-Wolff-Preis zuerkannt.

## Programm
Folgende Reihen werden verlegt:
- Reihe Roter Faden (1986–1996)
- Warmbronner Edition (Nachfolger der Reihe Roter Faden)
- Bibliothek Janowitz, herausgegeben mit Unterstützung des Adalbert-Stifter-Vereins durch Friedrich Pfäfflin

Im Verlag Ulrich Keicher erschienen u. a. Arbeiten von Christoph Meckel, Wulf Kirsten, Elke Erb, Hermann Lenz, Wolfgang Hilbig, Lutz Seiler, Oswald Egger. Thematisch umfasst das Programm Lyrik, Prosa und literaturwissenschaftliche Werke.